# جعافرة (ولاية برج بوعريريج)
الجعافرة هو اسم مستحدث للمنطقة واسمها القديم هو -كانتيلا- وتحتوي على اربع بلديات هي القلة والكانتيلا وتفرق والماين واشانن الكبيرة والصغيرة وكل سكانها هم أمازيغ وتبعد عن عاصمة الولاية ب 45 كيلو بينما تبعد عن بجاية ب 35 كيلو ويحدها كل من سطيف وبجاية، ولديها تاريخ حافل بالثورات والمقاومات.
اصل التسمية نسبة لقرية وعرش اث جعفر ويلقبون بالجعفريين بعد الاستقلال أطلق عليها اسم الخضراء بلدية الخضراء لكونها تقع في قيمة اغيل اوغلميم وأجمل قيمة في ولاية برج بوعريريج تسمى قيمة تافيغوت ويطلق لغابة ازروا وبوندا وجعافرة الغابة الخضراء ثم اعيد اسمها الحقيقي جعافرة وهي مقر الدائرة وتظم اربع بلديات لبرج بوعريريج هما القلة جعافرة الماين ثفرق 
إنشاء
مركز عسكري فرنسي لاحتواء قرى وبلديات جعافرة ومركز عملية العسكرية المنظار وديفور الفرنسية ابان الاحتلال الفرنسي 
ويطلق عليها منطقة جعافرة منطقة 1000شهيد 
تاريخ 
اسم كانتيلا يعود إلى الحقبة الرومانية لمركز حراسة متقدم لقائده كانتيلي وعليه أطلق الفرنسيين اسم كانتيلا 
ويتربع على عرش البلدية كبار قرى واحياء منها 
عرش اولاد خليفة وهي أكبر قرية في المنطقة 
بوندا وهي مدينة نوميدية تاريخية وقد وجد حجر منقوش مكتوب فيه وذكر اسم بوندا في باحة قلعة المقراني 
NN IMP CAES
ESEV ERAEVC A
NTIA MAVRELIIA
VS A  BVNDANSINFO
وتشير الدراسة لبارون سلان ان اوليوس مات في حرب ومعركة عنيفة في الجبل وفي بوندا القرية الحالية 
بوندا واوشانن واسامر اعشابو بوفنزار قرى اثرية جميلة فوق قلل التلول تسر الناظر من جعافرة الساحرة 
قرية ثورميث هي قرية اسسها سعد الله بن ثورميت وذكره ابن خلدون في كتابه تاريخ البربر 
قرية اورير اث جعفر نسبة إلى جعفر باي الذي لقب ازروا باسم حجر جعفر ومنها خرجت الطريقة الجعفرية التي تكلم عليها بايسونال والدكتور شاو في رحلتهم للايالتين تونس والجزائر 
تشتهر جعافرة يمناظرها الجبلية وغابتها الصنوبرية الجميلة وخاصة قراها الاثرية الأجمل وبحقول الزيتون 
ولها منظر لقيمة لالا خديجة وجبال جرجرة الشامخة وقلعة بني عباس 